# Donja Jajina
Donja Jajina (cyr. Доња Јајина) – wieś w Serbii, w okręgu jablanickim, w mieście Leskovac. W 2011 roku liczyła 1277 mieszkańców.